# Galaxie du Lion A
Pour les articles homonymes, voir Leo.
Leo A est une galaxie de notre Groupe local, probablement satellite de la Voie lactée ou membre du sous-groupe de NGC 3109. Elle est découverte en 1966 par Sidney van den Bergh, et identifiée dès 1968 comme appartenant au Groupe local.
Leo A est une galaxie naine irrégulière. Un halo d’étoiles est découvert autour d’elle en 2004, ainsi que des structures internes en anneaux qui semblent rappeler certaines caractéristiques morphologiques des galaxies spirale(s).